# Patrulla Atlántida
La Patrulla Atlántida fue un vuelo por etapas llevado a cabo entre Melilla y Guinea Ecuatorial en 1926.

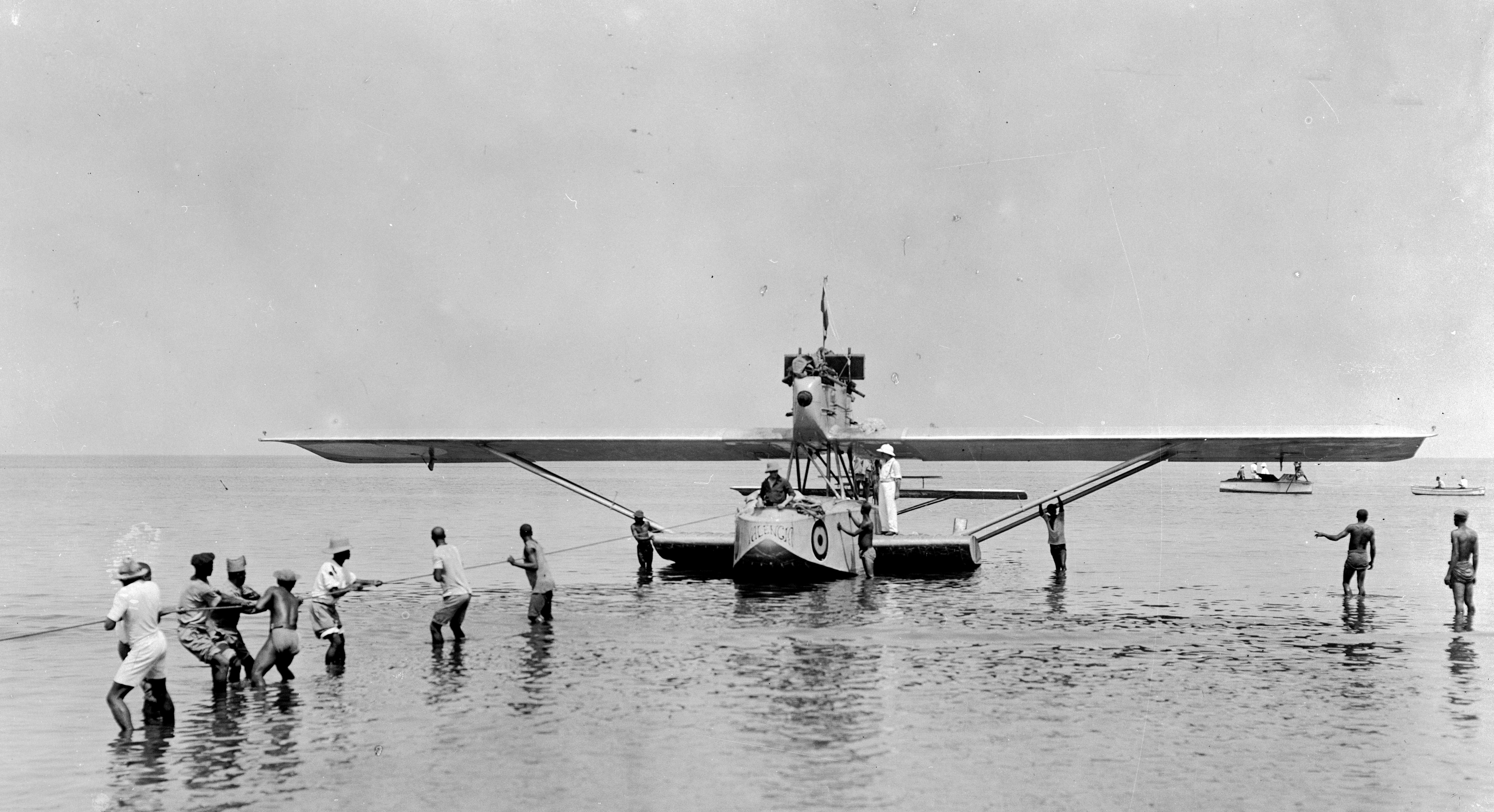
Llegada a Guinea Ecuatorial.

## Historia

Rutas de los grandes vuelos de la aviación española (1926-1936), incluyendo el vuelo de la Patrulla Atlántida.

La patrulla, compuesta por tres aviones Dornier Wal con motores Rolls-Royce "Eagle 9", de nombres "Andalucía", "Cataluña" y "Valencia", salió de Melilla el 10 de diciembre de 1926. Llegó a Santa Isabel (actual Malabo) en la isla de Fernando Poo (actual Bioko) el 25 de diciembre.
Las tripulaciones eran las siguientes:
- Valencia: jefe de patrulla y piloto comandante Rafael Llorente Sola, observador capitán Teodoro Vives Camino, radiotelegrafista sargento Navarro y segundo mecánico Naranjo.
- Cataluña: piloto capitán Manuel Martínez Merino, segundo piloto Antonio Llorente Sola, capitán fotógrafo Cipriano Grande Fernández Bazán y segundo mecánico Juan Quesada.
- Andalucía: piloto capitán Niceto Rubio García, segundo piloto capitán Ignacio Jiménez Martin, ("Jesús del Gran Poder 1928-1929) y navegante capitán ingeniero aeronáutico Antonio Cañete Heredia y segundo mecánico Modesto Madariaga (posteriormente mecánico del Cuatro Vientos en 1933).

Escoltados por el velero "Cabo Falcón" de 120 toneladas.
El recorrido fue: Melilla, Casablanca, Las Palmas, Port-Étienne, Dakar, Conakri, Monrovia-Grand Bassam, Lagos, Santa Isabel. Recorrieron 15 000 km ida y vuelta.
Finalmente, completaron el recorrido día 26 de febrero de 1927.
En 1927 la Liga Internacional de Aviadores otorgó el primer premio a Charles Lindbergh por su cruce del Atlántico norte y el segundo premio al Cte. Rafael Llorente como jefe de la Patrulla Atlántida.

## Etapas del Vuelo
| Recorrido                 | Distancia | Fecha      | Salida | Llegada |
| Melilla - Casablanca      | 619 km    | 10.12.1926 | 11:05  | 12:35   |
| Casablanca - Las Palmas   | 976 km    | 12.12.1926 | 07:00  | 15:45   |
| Las Palmas - Port Etienne | 850 km    | 18.12.1926 | 09:00  | 15:30   |
| Port Etienne - Dakar      | 731 km    | 19.12.1926 | 09:00  | 14:30   |
| Dakar - Conakri           | 739 km    | 20.12.1926 | 09:00  | 14:20   |
| Conakri - Monrovia        | 507 km    | 21.12.1926 | 09:00  | 13:30   |
| Monrovia - Gran Bassan    | 872 km    | 23.12.1926 | 09:00  | 15:15   |
| Gran Bassan - Lagos       | 849 km    | 24.12.1926 | 09:05  | 18:10   |
| Lagos - Santa Isabel      | 686 km    | 25.12.1926 | 08:30  | 14:15   |

## Datos globales
- Distancia total recorrida: 6.829 km
- Tiempo invertido; 53 h 55 min
- Media de velocidad: 126,9 km/h